# Tisonia ficulnea
Tisonia ficulnea là một loài thực vật có hoa trong họ Liễu. Loài này được Baill. miêu tả khoa học đầu tiên năm 1886.